# Slag bij Mantinea (362 v.Chr.)

Boven: Traditionele slagorde van hoplieten en opmars.
Beneden: Epaminondas's strategie bij de Tweede Slag bij Mantinea. De sterke linkervleugel rukte meer op dan het zwakkere centrum en de rechtervleugel. Het rode blok toont de plaatsing van de elitetroepen in elke hoplieten-formatie.

De Tweede Slag bij Mantinea vond plaats in 362 v.Chr. en was onderdeel van de Boeotische Oorlog, waarbij Thebe tegenover Sparta stond.

## Achtergrond
Na zijn overwinning bij Leuktra trok Epaminondas naar de Peloponnesos. Hij moedigde de gebieden die geleden hadden onder het terreurbewind van Sparta niet alleen aan om zich van Sparta los te scheuren, maar gaf ook praktische steun door hun bijvoorbeeld te voorzien van stadsmuren. Hij steunde ook Messene, dat het ergste van allemaal geleden had onder Sparta's hegemonie. Epaminondas kon ook enkele Peloponnesische steden tegen elkaar opzetten, zoals Mantinea en Tegea. Dankzij deze twist steunde Tegea nu ook Epaminondas. Hij hoorde ervan dat koning Agesilaus noordwaarts oprukte om tegen hem te gaan vechten. Hij ontweek hen echter, en probeerde via een omtrekkende beweging het nu onverdedigde Sparta in te nemen. Agesilaus werd echter over dit manoeuvre op de hoogte gesteld via een deserteur en haastte zich -net op tijd- terug naar Sparta. Epaminondas was dus zijn verrassingselement kwijt. Maar, met dank aan een geforceerde dagmars, richtte hij zijn pijlen op Mantinea. Maar ook hier keerde het verrassingselement zich tegen hem. Er kwam namelijk juist een Atheense ruiterafdeling aan om de Mantineërs te helpen en die raakte slaags met de Thebaanse voorhoede. De Thebanen wisten deze echter terug te slaan. Sparta had nu wel de tijd om een leger samen te stellen en op te trekken naar Mantinea, waar het een kloof tussen de bergen van slechts anderhalve kilometer breed versperde.

## De slag
De Boeotiërs rukten nu ook op naar Mantinea. Ze rukten op tot vlak voor het geallieerde leger en legden hun wapens neer. De Spartanen, Atheners en Mantineërs legden nu ook hun wapens neer in de veronderstelling dat de slag enkele uren zou uitgesteld worden. Epaminondas ging echter plotseling met zijn versterkte linkervleugel in een schuine formatie tot de aanval over op de vijandelijke rechtervleugel, terwijl zijn ruiterij de vijandelijke cavalerie en lichte troepen tegenhield en hen zelfs verdreef. Zij konden nu de vijandelijke falanx in zijn ongedekte rechterflank aanvallen, terwijl de Boeotische falanx daar juist tegenaan botste. De Mantineërs, die deze vleugel bemanden, vluchtten. De Thebanen achtervolgen hen, maar Epaminondas sneuvelde. Verslagen door zijn dood geven de Boeotiërs de achtervolging op.

## Nasleep
Doordat de achtervolging opgeheven werd, leden de Spartanen geen zware verliezen. Voor Thebe bleek Epaminondas' werk niet van blijvende betekenis; met zijn dood verdween de Thebaanse hegemonie even plotseling als zij gekomen was.